# Ія Абді
Ія Абді (англ. Lady Iya Abdy), до шлюбу Ія Григорівна Ге (нар. 1897, Слов'янськ — 1992, Ле-Канне, Франція) — французька й американська акторка і модель, троюрідна небога українського художника Миколи Ге.

## Біографія
Народилася в місті Слов'янську Ізюмського повіту Харківської губернії в родині відомого актора Імператорського Олександрійського театру Григорія Ге та драматичної акторки Анни Новікової. Навчалася в школі для дівчаток в Лозаннському замку Моншуазьєн. Під час Першої світової війни перебувала в Німеччині, потім у Швейцарії.
Перший чоловік — голландський бізнесмен Герріт Йонгеянс, консул Голландії в Петербурзі. У Гельсінгфорсі, столиці Великого князівства Фінляндського (з 6 грудня 1917 року Гельсінкі, столиця Фінляндії), 3 (16) травня 1917 року народила Джорджа Гейнса, майбутнього актора, відомого за роллю коменданта Лассарда з «Поліцейської академії» .
Вперше опинилася у Франції в 1921 році. Працювала моделлю на Єлисейських полях в Домі моди сестер Калло.
З 23 червня 1923 до 1928 рік була одружена з п'ятим баронетом, Сером Робертом Генрі Едвардом Абді (англ. Sir Robert Henry Edward Abdy, 5th Baronet 1896—1976), який був відомим колекціонером.
Працювала моделлю в Парижі з Paul Poiret і Chanel. Винайшла заколку для волосся на застібці-автомат, запатентовану Домом Шанель.
Під час Другої світової війни була заарештована за підозрою в шпигунстві .
Знімалася у фільмі «Ірландські серця» (1934) режисера Брайана Десмонда Герста, виступала у виставі «Цар Едіп» (1936). 1936 року виконала головну роль у драмі Антонена Арто «Ченчі». Фотографії Ії Абді, виконані Георгієм Гойнінген-Гюне, друкувалися в журналі Vogue.
Після Другої світової війни виїхала з Франції до США й зупинилася в Нью-Йорку. Згодом переїхала до Мексики. Повернулася до Франції лише в 1970-ті роки.
Померла 1992 року в лікарні будинку для літніх людей у Ле-Канне, поблизу Ніцци.